# Buxaceae
Famille
Classification APG III (2009)
La famille des Buxaceae (Buxacées) regroupe des plantes dicotylédones ; elle comprend une centaine d'espèces réparties en 2 à 6 genres.
Ce sont des arbustes ou des arbres, des plantes herbacées, à feuilles persistantes, parcheminées, des régions tempérées à tropicales.
C'est la famille du buis (Buxus sempervirens), petit arbre utilisé en décoration dans les parcs et jardins et pour son bois très dur.

## Étymologie
Le nom vient du genre Buxus, nom latin du Buxus sempervirens, lui-même dérivé du grec πυξός / puksos, nom 
du « buis ». L'arbre est appelé « box tree », en anglais, « arbre boîte ». Cette notion de boîte associée à l'arbre de buis est rapproché de la pyxide, petite boîte à fond plat servant à stocker des produits cosmétiques ou des bijoux, qui était traditionnellement fabriquée en bois de buis (puksos). Très répandu notamment en Angleterre, le Buxus sempervirens y fut même commémoré dans certaines régions : par exemple à Box Hill (Surrey) où la cérémonie est encore active, et à Bix Bottom (en) où le cérémonial a disparu.

## Classification
La classification phylogénétique APG (1998) et la classification phylogénétique APG II (2003) situent cette famille à la base des dicotylédones vraies.
Le 22 janvier 2009, le Angiosperm Phylogeny Website place cette famille dans l'ordre Buxales, choix qui a été confirmée par la classification phylogénétique APG III (2009).
Dans la classification phylogénétique APG IV (2016), aux Buxaceae s'ajoutent les Haptanthaceae.

## Description

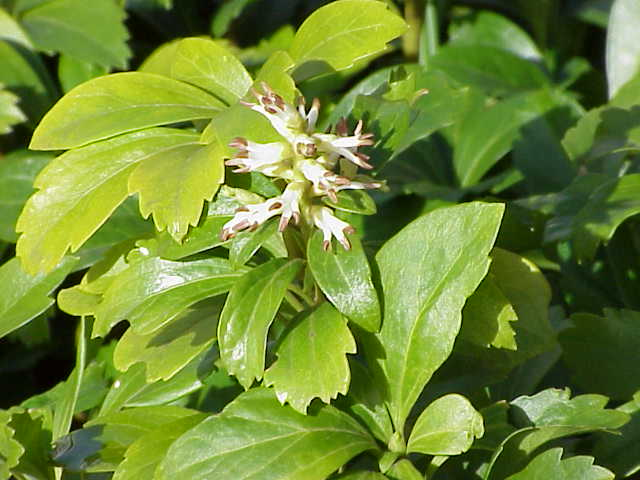
Pachysandra terminalis

- Des arbres ou des arbustes à feuillages persistants mesurant jusqu'à 15 m de haut, rarement des sous-arbustes ou des herbacées rhizomateuses pérennes comme dans le genre Pachysandra. Indument absent, parfois avec des poils uni- ou multicellulaires de parois épaisses.
- Des feuilles dorsiventrales, alternes ou décussées avec des bases décurrentes qui forment des plis inter-nodaux, simples, entières (dentées dans le genre Pachysandra), pétiolés (rarement sessiles), sans stipule, nervures pinnatinervé, rarement triplinervé, brochidodromique dans les régions tropicales, dans d'autres cas eucamptodromique, cladodromique ou craspedodromique, sur toutes les régions subtropicales et tempérées.
- L'épiderme foliaire couvert de cires cuticulaires. Stomates abaxiales, latérocytique (occasionnellement cyclocytique), avec des bords externes très développés et parfois un bord péristomal. Mésophylle avec des cellules sécrétrices proéminentes, formant parfois un hypoderme continu qui comprend des sclérites de différents types : brachysclérites, ostéosclérites ou astrosclérites.
- Des rhizomes sympodiaux, avec des racines adventices, qui développent des tiges simples ou avec une ramification sympodique et des feuilles groupées aux extrémités. Les branches présentent un faisceau vasculaire cortical dans chaque angle chez les espèces de Buxus et Notobuxus de l'Ancien monde, absent chez les autres, accompagnées de gaines sclérenchymateuses ouvertes ou fermés. Nœuds unilacunaires avec une trace foliaire (3 traces dans le genre Sarcococca).
- Plantes monoïques, rarement dioïques, plus rarement polygamodioïques (avec une fleur parfaite).
- Inflorescence en épi ou racémiformes, axiliaires ou terminales, chez Pachysandra procumbens à la base de la tige, les fleurs mâles au-dessus des fleurs femelles, ou bien une fleur femelle au-dessus des mâles, avec des bractées basales décurrentes, les femelles bractéolée. Chez les espèces dioïques de Styloceras, les fleurs mâles forment de larges épis avec une fleur pélorique à la fin et les fleurs femelles sont solitaires ou groupées en thyrse.
- Fleurs actinomorphes, verdâtre, hypogynes, disque hypogyne absent. Fleurs mâles avec des bractées décussées sur le pédicelle, avec 4 tépales décussés, rarement absents, en deux verticilles de 2, androcée de 4 étamines libres.

## Liste des genres
La classification phylogénétique APG III (2009) inclut dans cette famille le genre Didymeles précédemment placés dans la famille Didymelaceae.

Selon NCBI (27 avr. 2010) (Plus conforme à APGIII puisqu'il incorpore le genre Didymeles anciennement dans Didymelaceae) :
- Buxus
- Didymeles (en) (anciennement dans la famille Didymelaceae)
- Notobuxus (es)
- Pachysandra
- Sarcococca
- Styloceras (en)

Selon Angiosperm Phylogeny Website (21 mai 2010) :
- Buxus L.
- Notobuxus Oliv.
- Pachysandra Michx.
- Sarcococca Lindl.
- Styloceras Kunth ex Juss.

Selon DELTA Angio (27 avr. 2010) :
- Buxus
- Notobuxus
- Pachysandra
- Sarcococca

Selon ITIS (27 avr. 2010) :
- Buxus  L.
- Pachysandra  Michx.

## Liste des espèces
Selon NCBI (27 avr. 2010) :
- genre Buxus
  - Buxus balearica
  - Buxus bodinieri
  - Buxus citrifolia
  - Buxus excisa
  - Buxus glomerata
  - Buxus gonoclada
  - Buxus harlandii
  - Buxus henryi
  - Buxus hildebrandtii
  - Buxus liukiuensis
  - Buxus macowanii
  - Buxus marginalis
  - Buxus microphylla
  - Buxus muelleriana
  - Buxus riparia
  - Buxus sempervirens
  - Buxus sinica
  - Buxus sp. Mathews SM01-45
  - Buxus sp. Qiu 94069
- genre Didymeles
  - Didymeles integrifolia
  - Didymeles perrieri
- genre Haptanthus
  - Haptanthus hazlettii
- genre Notobuxus
  - Notobuxus acuminata
  - Notobuxus natalensis
- genre Pachysandra
  - Pachysandra americana
  - Pachysandra axillaris
  - Pachysandra procumbens
  - Pachysandra terminalis
  - Pachysandra sp. Mathews SM01-43
- genre Sarcococca
  - Sarcococca confertiflora
  - Sarcococca confusa
  - Sarcococca hookeriana
  - Sarcococca ruscifolia
  - Sarcococca saligna
  - Sarcococca wallichii
- genre Styloceras
  - Styloceras brokawii
  - Styloceras laurifolium